# Teona Dzhandzhgava
Teona Dzhandzhgava (en georgiano: თეონა ჯანჯღავა; Tiflis, 2 de noviembre de 1997) es una deportista georgiana que compite en gimnasia en la modalidad de trampolín.
Ganó una medalla de bronce en el Campeonato Mundial de Gimnasia en Trampolín de 2023 y dos medallas en el Campeonato Europeo de Gimnasia en Trampolín de 2022.

## Palmarés internacional
| Campeonato Mundial | Campeonato Mundial       | Campeonato Mundial | Campeonato Mundial |
| Año                | Lugar                    | Medalla            | Prueba             |
| ------------------ | ------------------------ | ------------------ | ------------------ |
| 2023               | Birmingham (Reino Unido) | Medalla de bronce  | Equipo             |
| Campeonato Europeo |                          |                    |                    |
| Año                | Lugar                    | Medalla            | Prueba             |
| 2022               | Rímini (Italia)          | Medalla de plata   | Equipo             |
| 2022               | Rímini (Italia)          | Medalla de bronce  | Sincronizado       |